# Kassapa IV
Kassapa IV fou rei d'Anuradhapura (Sri Lanka) del 912 al 929. Les fonts no indiquen el parentiu amb altres reis, ja que sembla que no era el fill de Sena II i sub-rei d'Udaya I (del que per tant era nebot).
El seu dret fou oposat per Mahinda de Ruhunu, fill del sub-rei Kassapa. Les forces reials foren derrotades per les de Mahinda i només la mediació del pare de Mahinda, el sub-rei Kassapa, va permetre a Kassapa IV conservar el poder.
El principal personatge de la cort en el seu temps fou Ilanga Sena, el comandant en cap de les forces reials, que era un príncep de sang reial. Va erigir diversos edificis notables als monestirs Thuparama, Abhayagiri, Jetavanaramaya i Ruwanwelisaya per ús de les fraternitats a les quals pertanyien. També va construir cel·les en arbredes per a ús dels sacerdots que vivien allí; un col·legi al Maha Vihara anomenat Samuddhagiri per a la fraternitat Pansukulika. Un convent anomenat Tissarama fou posat a càrrec de la dagoba Mirisvetiya. A la rodalia de les dues grans ciutats Anuradhapura i Polonnaruwa, va construir dos hospitals pels que patien malalties infeccioses; a tots els edificis els va concedir jardins i horts com a medi per a mantenir les imatges. A diverses parts de la capital va establir dispensaris (Bhesajja-gehan).
El cap Rakkhasa, el cap d'escribes Sena i el ministre del rei Colaraja, també van construir edificis religiosos.
El rei va presentar ornaments d'or, un para-sol, una joia per la part superior, a cadascuna de les imatges de les tres grans vihares de la capital. També va construir tres grans sales amb superbes pintures als tres grans temples.
El rei va morir al dissetè any de regnat i el va succeir el seu fill Kassapa V.